# Muniz M-5
Die Muniz M-5 war ein Sport- und Verbindungsflugzeug des brasilianischen Luftfahrtingenieurs Antonio Guedes Muniz und wurde in Frankreich von Caudron hergestellt.

## Geschichte
Antonio Guedes Muniz entwickelte während seines Studiums an der Ecole Supérieure de Aéronautique in Paris mehrere Flugzeuge. Die Muniz M-5 war die erste welche gebaut wurde und zwar von Caudron. Das Flugzeug war als Reiseflugzeug und Verbindungsflugzeug ausgelegt. Obwohl das Flugzeug lediglich einmal gebaut wurde, ebnete es in Brasilien den Weg für weitere Luftfahrtentwicklungen.

## Konstruktion
Die M-5 war als Tiefdecker ausgelegt, verfügte über ein geschlossenes Tandemcockpit und ein nicht einziehbares Spornradfahrwerk. Das Flugzeug war eine Holzrahmenkonstruktion. Der Rumpf war mit Sperrholz beplankt und die Tragflächen und das konventionelle Leitwerk mit Stoff bespannt. Die Tragflächen wurden zu den Tragflächenenden hin immer dünner. Angetrieben wurde das Flugzeug von einem wassergekühlter Sechszylinder Hispano 6Pa mit 75 kW.

## Technische Daten
| Kenngröße             | Daten                    |
| --------------------- | ------------------------ |
| Besatzung             | 1                        |
| Passagiere            | 1–2                      |
| Länge                 | 7,21 m                   |
| Spannweite            | 12 m                     |
| Höhe                  | 2,31 m                   |
| Flügelfläche          | 18 m²                    |
| Flügelstreckung       | 8,0                      |
| Leermasse             | 450 kg                   |
| max. Startmasse       |                          |
| Reisegeschwindigkeit  | 185 km/h                 |
| Höchstgeschwindigkeit | 205 km/h                 |
| Dienstgipfelhöhe      | 6500 m                   |
| Reichweite            |                          |
| Triebwerke            | 1× Hispano 6Pa mit 75 kW |